# Barbara Carfagna
Barbara Carfagna (Roma, 6 maggio 1969) è una giornalista e conduttrice televisiva italiana.

## Biografia
Giornalista, docente universitaria, autrice e conduttrice Rai, realizza reportage in tutto il mondo per TV7 e Speciale TG1. Cura la rubrica “Futuro” per il tg1. Conduce il TG1. Per Rai 1 è autrice e conduttrice di Codice: la vita è digitale trasmissione di seconda serata su Intelligenza artificiale, Quantum, Blockchain e politiche digitali. Per Rai 3 del programma Codex. Autrice e conduttrice con Massimo Cerofolini di CodiceBeta, il podcast di RadioRai sull’innovazione e INFOSFERA, rubrica sul digitale il sabato mattina su Raiuno.
Moderatrice per le Nazioni Unite, Aspen Institute, Ambrosetti. Speaker per Tedx, CFMT, organizzazioni e aziende italiane e internazionali
È socia onoraria di Aspen Institute; è stata membro del consiglio direttivo del think tank Vedrò, segue l'attività di altri pensatoi italiani Formiche, Italiacamp, ha partecipato alle riunioni preparatorie del WEF per il digitale. È nel comitato scientifico del Centro Studi sul Federalismo della Compagnia di S Paolo. 
Laureata in Lettere e Filosofia, dieci anni di violino al Conservatorio Santa Cecilia di Roma, insegna società digitali alla facoltà di Sociologia dell'Università degli Studi di Roma "La Sapienza".
Collabora con il Sole 24 Ore.  per cui scrive editoriali, Il Foglio, Panorama, Formiche, La Stampa su temi di politica, economia, società digitali. Ha curato per Mondadori gli ebook "Democrazia digitale: la seconda fase"  (2018) e "Rete di sicurezza: guida alla cybersecurity" (2017).
Si occupa dell'impatto del digitale sull'uomo e le società realizzando reportages nelle università e nei paesi più tecnologicamente avanzati del mondo. Approfondimenti su politiche digitali, economia, finanza, criptovalute blockchain e cybersecurity in italia ed all'estero. USA, Singapore, Giappone, Israele, Emirati Arabi, Taiwan, Silicon Valley, Corea del Sud, Svizzera, Armenia, Arabia Saudita, incontrando accademici e personalità di fama mondiale come Leonard Kleinrock, Vincent Cerf, Reid Hoffman, Maria Ressa, Meredith Whittaker, Luciano Floridi, Eugene Kaspersky, Hiroshi Hishiguro, Yuval Noah Harari, Audrey Tang, Zygmunt Bauman, Geoff Mulgan, Aubrey de Grey, Stuart Kauffman, Martin Sorrell, Tom Barrack, Jacqueline Poh, Làzlo Barabàsi, Hiroshi Ishii, Neil Gershenfeld, Ren Zhengfei, Brian Eno, Evgeny Morozov, Armen Sarkissian.
È stata una violinista, ha studiato dieci anni al Conservatorio di S Cecilia in Roma, corista nei cori di Nora Orlandi, fin da bambina incide per Rai e RCA; primo lavoro: incide “Viva la Rai” con Renato Zero. Ha fatto parte delle orchestre di “Fantastico” condotto da Pippo Baudo. Figlia del chitarrista Carlo Carfagna inizia l'attività giornalistica nel 1994 in testate locali, quotidiani e settimanali (da Il Giornale a Diario di Deaglio); ha praticato Kung Fu Shaolin alla scuola di Nelson Tello.
In Rai si è formata alla scuola di Giovanni Minoli, per cui ha lavorato a Mixer. Successivamente al Tg1 Sotto la direzione di Albino Longhi ha realizzato reportages per TV7 e Speciale TG1, seguendo i principali fatti di cronaca italiana e realizzando speciali in Etiopia, Niger (dove ha realizzato reportages durante la nascita di quello che sarà Boko Haram e sull'espansione dell'Islam fondamentalista), Nigeria (dove ha intervistato in esclusiva mondiale Safya, la prima donna condannata alla lapidazione per adulterio), Sudafrica, Cambogia (dove ha realizzato documentari storici e sul traffico di bambini) e Germania (sul neonazismo nell'ex Germania est). 
Per Rai Educational (oggi Rai Cultura) ha prodotto e realizzato reportages sulle colonie francesi in Africa.
Per la redazione cronaca del TG1 ha seguito le principali inchieste di cronaca (nera e giudiziaria) italiana e i misteri d'Italia e realizzato la rubrica Italia Italie  - da lei proposta - la prima dedicata agli immigrati di successo.
Per Speciali TV7 e Porta a Porta approfondisce il tema dell'applicazione delle neuroscienze e delle perizie scientifiche nel processo penale.
Lavora per le rubriche TV7 e Speciale TG1, con particolare attenzione alla divulgazione scientifica e tecnologica, alla filosofia, alla politica e all'economia digitale.
Ha condotto per Rai 1 l'edizione del Premio Luchetta, il Concerto di Natale del Senato. Ospite di Ballando con le stelle, La vita in diretta, Techetechetè, Porta a Porta.
Nel 2018 è speaker al TEDx Trento sul tema: Iperstoria - la scomparsa del tempo lineare.
Dal 2017 è autrice e conduttrice per Rai 1 della trasmissione Codice: la vita è digitale, approfondimento sulle società digitali, il web, la tecnologia. La prima trasmissione Rai sull'Era di Internet è giunta all’ottava edizione.

## Premi giornalistici
- Premio Biagio Agnes 2024 Divulgazione Scientifica per "Codice, la vita è digitale"
- Premio Ischia di giornalismo 2023 per il racconto delle società digitali e dell'Era di Internet
- Premio RomaRose dal Comune di Roma Sindaco Roberto Gualtieri 2022 per la divulgazione digital
- Premio CNIT 2019 (Consorzio nazionale interuniversitario per le telecomunicazioni) per la divulgazione scientifica
- Premio Ilaria Alpi 2002, con un reportage dall'Etiopia[1]
- Premio Giornalistico Internazionale Santa Margherita Ligure per la cultura 2008, per la cronaca[2]
- Premio Giornalistico Comunicazione Costruttiva Fondazione Pensiero Solido per il Giornalismo TV 2023
- Guido Carletti per la solidarietà 2002, con un reportage dalla Cambogia[3]
- Premio Pericle 2008, per la cronaca
- Premio Regione Siciliana "Europclub" 2010, per i reportage sull'immigrazione
- Premio giornalistico internazionale "Gino Votano" (2012) per il racconto della crisi economica
- Premio Arete' 2018 Digital Humanities Comunicazione responsabile per la trasmissione Codice Rai1
- Premio Mariagrazia Cutuli 2019 per la capacità di investigare e divulgare la complessità del mondo digital
- Premio Digital News 2019 Link Campus University Italian Digital REvolution
- Premio Innovazione 2021 Confagricoltura
- Premio Magna Grecia Award 2021 per la conoscenza e divulgazione del digitale
- Premio Biagio Agnes 2024 per la categoria Divulgazione Scientifica[4]